# 塞羅蓬塔

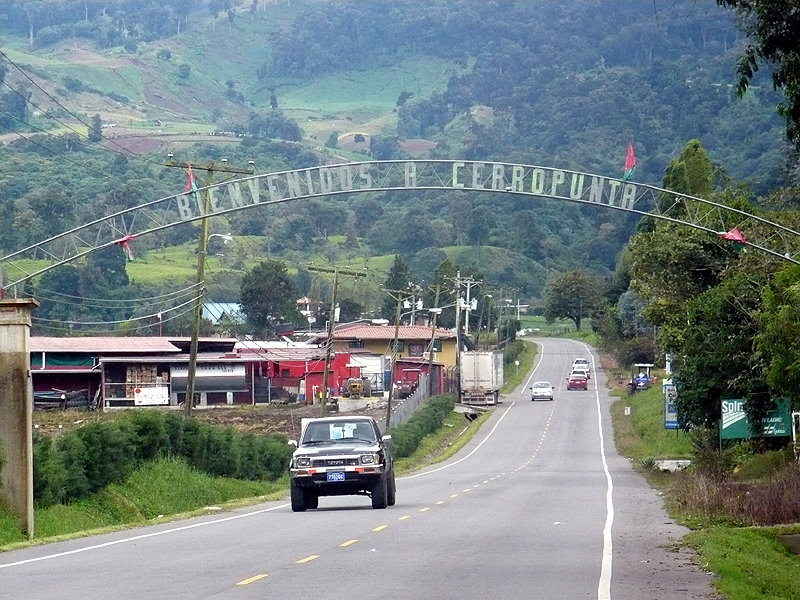
塞羅蓬塔

塞羅蓬塔（西班牙語：Cerro Punta），是巴拿馬的城鎮，位於該國西部，由奇里基省的上蒂埃拉斯區負責管轄，始建於1953年11月11日，面積105.1平方公里，海拔高度2,287米，2010年人口7,754，人口密度每平方公里73.8人。